# تپه حسین
تپه حسین مربوط به سده‌های میانه دوران‌های تاریخی پس از اسلام است و در شهرستان پل‌دختر، بخش مرکزی، دهستان جایدر، ۳۰۰ متری جنوب غرب روستای هلوش واقع شده و این اثر در تاریخ ۲۸ اسفند ۱۳۸۵ با شمارهٔ ثبت ۱۸۴۳۸ به‌عنوان یکی از آثار ملی ایران به ثبت رسیده است.